# Wilhelm von Gloeden

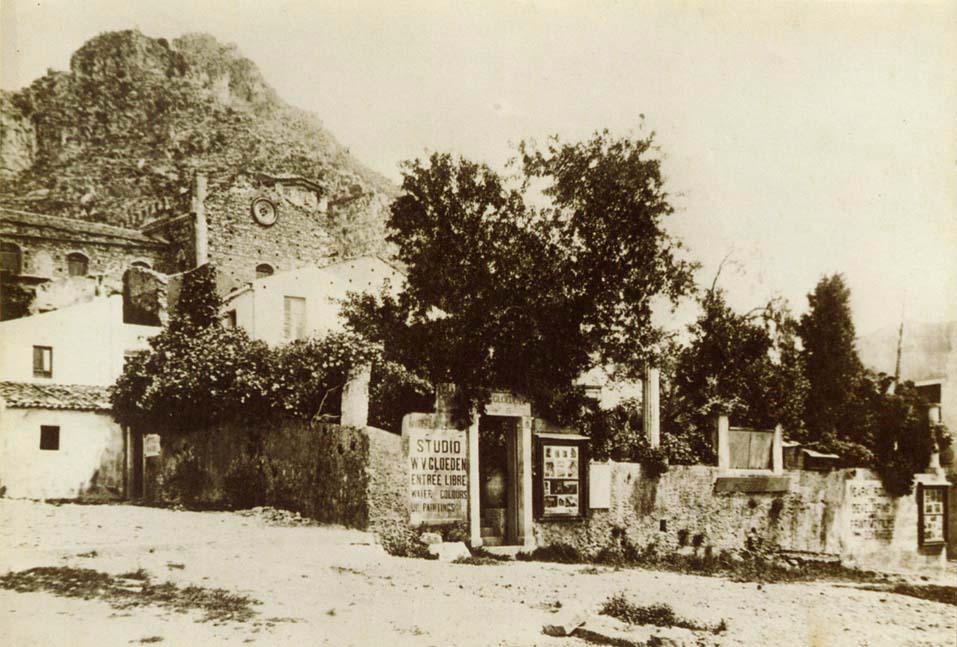
Casa i estudi de Wilhelm von Gloeden a Taormina.

El baró Wilhelm von Gloeden (16 de setembre de 1856 – 16 de febrer de 1931) va ser un fotògraf alemany que va desenvolupar la seva carrera fonamentalment a Taormina, Itàlia. És conegut pels seus estudis de nus de joves sicilians, que generalment apareixen amb posats molt cuidats en marcs de referències clàssiques.

## Biografia

### Els seus primers anys
Va néixer a Mecklenburg (nord d'Alemanya) al 1856 i va ser batejat el 10 d'octubre d'aquest any a l'església de Blankenhagen. El seu pare, Hermann von Gloeden (1820–1862), que va morir a una edat primerenca, era un alt funcionari al servei del Gran Duc de Mecklenburg-Schwerin. La seva mare, Charlotte, ja havia estat casada amb anterioritat, però després d'enviduar del pare de Gloeden, es va tornar a casar per tercera vegada al 1864, aquesta vegada amb un polític conservador i periodista anomenat Wilhelm Joachim von Hammerstein. Durant la seva infància, les relacions de Gloeden amb el seu padrastre no haurien estat bones. El punt de referència familiar més important per a ell seria sempre la seva mitja germana Sofia Raabe, fruit del primer matrimoni de la mare, qui l'acompanyaria després durant anys i fins a la seva mort a Sicília.
Després d'estudiar Història de l'Art a Rostock (1876), va estudiar pintura a l'Acadèmia d'Art de Weimar (1876-1877), fins que es va veure obligat per una malaltia pulmonar (segurament tuberculosi), a interrompre els seus estudis durant un any, temps en el qual va romandre convalescent en un sanatori en el Mar Bàltic.

### Els anys d'esplendor
Per recomanació del seu amic el pintor Otto Geleng (1843–1939), que havia viscut amb anterioritat allà, i buscant climes benignes per a la seva salut, viatja a Itàlia a l'any 1877. En aquell temps von Gloeden era un home ric, ja que el seu padrastre, per aquella època, era conseller del Kaiser. En primer lloc recala a Nàpols, on segurament va conviure amb el seu cosí, aleshores ja fotògraf Wilhelm von Plüschow (1852-1930), que havia arribat uns anys abans a Itàlia, i amb el qual es diu que va aprendre els rudiments de la fotografia.
Posteriorment es repetirien els viatges per col·laborar amb el seu cosí. Algunes vegades ho fa acompanyat dels seus models sicilians, tal com demostren les fotos d'aquests nois efectuades per tots dos cosins a Nàpols o en les seves proximitats. Després de la trobada inicial amb Plüschow, acaba per assentar-se a Taormina, en aquells dies una petita localitat a la costa de l'illa de Sicília. A excepció del període comprès entre 1915 i 1918, corresponent a la Primera Guerra Mundial, quan va ser forçat a deixar Itàlia per ser ciutadà alemany, romandria ja per sempre a Taormina fins a la seva mort al 1931.

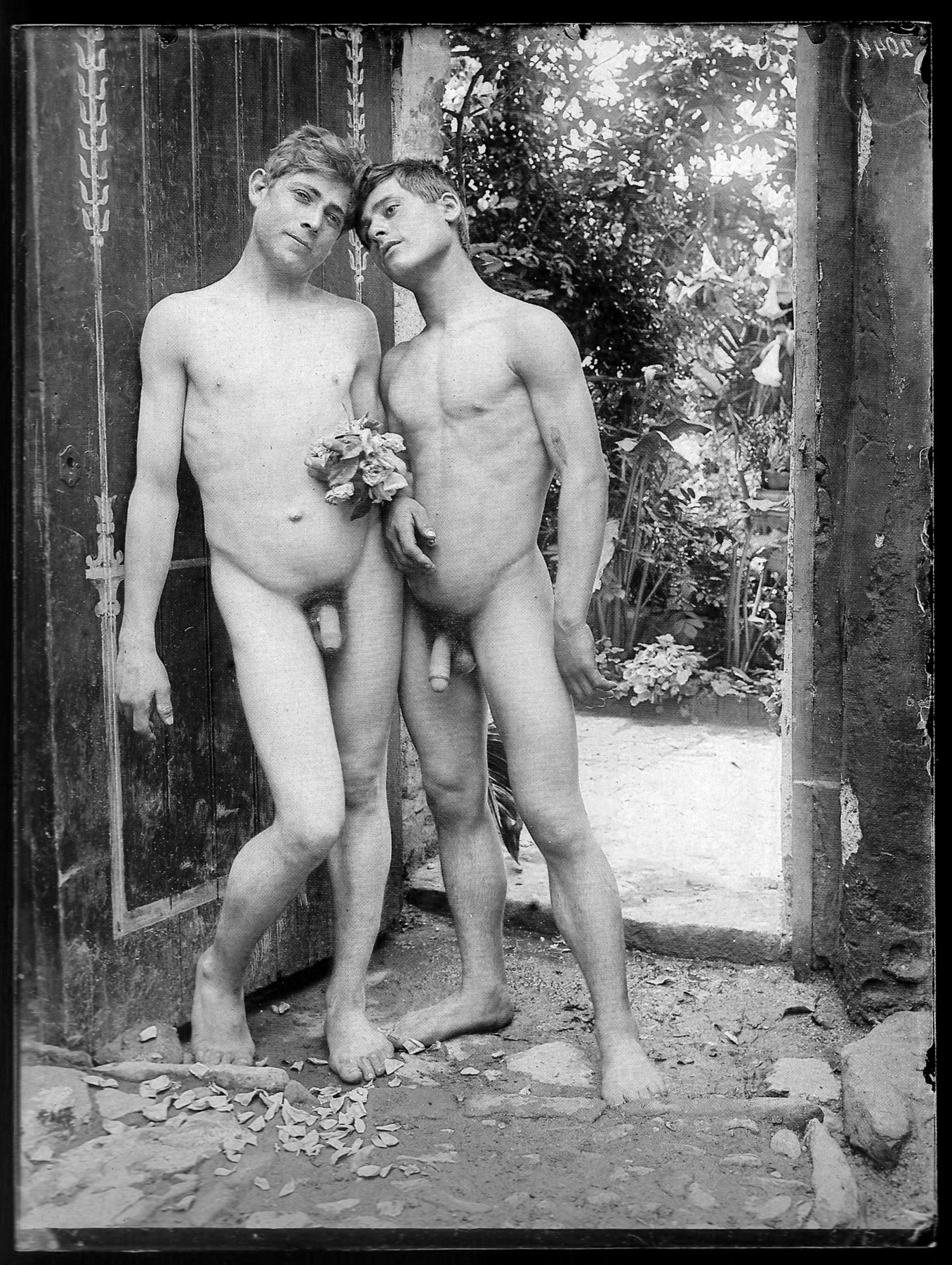
Wilhelm von Gloeden (1856-1931). Dos nois nus al jardí. Nombre de catàleg: 2044.

El motiu de l'elecció d'aquesta localitat (a la qual qualificaria de “paradís a la terra” i en la qual va vèncer a la seva malaltia) com a lloc en el qual assentar-se, seria, segons Alberto Mira, perquè allà va trobar dos grans atractius: d'una banda el seu clima sec, ideal per a la seva malaltia, però per una altra, els poemes d'August von Platen (1796-1835) i la seva llegenda van poder haver tingut també la seva influència. “L'atractiu del Mediterrani com arcàdia eròtica per a homosexuals de països brumosos pot semblar un tòpic fàcil, però els treballs de Gloeden i les novel·les d'autors com Edward Foster (1879-1970) o Norman Douglas (1868 – 1952), proporcionen evidències que demostren que es tractava d'una pràctica real.
La riquesa evident de Gloeden en un mitjà extremadament pobre, com era el sud d'Itàlia de llavors, podria explicar per què la seva homosexualitat i l'expressió evident de la mateixa a través de la seva vida i del seu treball serien tolerades pels vilatans.
Per la seva banda Gloeden es va trobar en una Itàlia que per a ell revivia l'ideal mític de l'antiguitat clàssica. A més, a diferència del Nord conservador, la predisposició de la població a la nuesa sense inhibicions (aleshores era fàcil trobar a nens nus al carrer), va anar per a ell com un alliberament del conservadorisme alemany.
Quan va arribar a Taormina es va allotjar inicialment a l'Hotel Victoria, però aviat va comprar una casa prop de Sant Doménico. Aleshores la ciutat tenia 3.218 habitants. L'alcalde era un pintor paisatgista alemany, Otto Geleng (1843–1939), qui havia arribat allà el 1863. Mitjançant Otto, von Gloeden es va familiaritzar amb els habitants locals.
Poc després va instal·lar el seu estudi fotogràfic a Taormina, al principi simplement com a afició. Alguns anys després va contractar com a ajudant i criat a un jove de tretze o catorze anys anomenat Pancrazio Buccini (1879-1963). Era un noi de pell fosca, d'ulls grans -com va poder veure's en moltes de les fotografies que ens han arribat-, per la qual cosa von Gloeden li va donar l'àlies de «Il Moro» (El «moro»). Aquest noi va cuidar des d'un principi de la salut del baró, administrant medicaments, aconseguint al poble els menjars especials que requeria, preparant-li els banys calents d'aigua salada que li havien prescrit, però també aconseguint a joves locals que participaven en les festes nocturnes que Wilhelm va començar a oferir als seus molts visitants o perquè servissin com a models de les seves fotografies. Il Moro no seria, amb el temps, un simple servent, si no que va arribar a convertir-se en el principal aliat del baró, acabant per ser l'hereu del seu llegat fotogràfic.
Zinaida Gippius (1869-1945), a l'any 1899, parla de Il Moro, a qui estranyament flama Luigi, i el descriu així:
“[…] és el braç dret del baró. S'ocupa de les qüestions domèstiques, i imprimeix fotografies (encara que també té un assistent, Mino). L'aspecte de Luigi és extraordinari. Quan es mira la seva cara salvatgement bella, amb nas curt, celles estranyament elevades, sembla que un està veient a un faune de temps immemorial”
La fortuna del baró li permetia viure segons la seva inclinació seguint els cànons de l'esteticisme: a casa seva rep a convidats en una atmosfera de luxe decadentista. Als seus convidats els ofereix nois, sovint vestits a la manera de l'antiga Grècia. Quan la seva salut millora, flama a la seva germana Sofia, qui viatja a Taormina per viure amb ell i encarregar-se de la casa, on cada vegada arribaven més visitants.
En la dècada de 1890, a causa de l'"Assumpte Hammerstein", el padrastre de von Gloeden va caure en desgràcia davant el Kaiser, per la qual cosa l'estat va confiscar les seves propietats i possessions. L'haurien tancat a la presó per a tota la vida, si no fos perquè va aconseguir escapar a temps. Impossibilitat d'anar a Sicília per reunir-se amb Wilhelm, ja que el Kaiser disposava a Itàlia de molts agents, va fugir a Grècia. Wilhelm es va trobar, a partir d'aquest moment, sense la font d'ingrés que havien significat les remeses periòdiques del seu padrastre. Conscient de la seva penosa situació, va pensar prescindir dels serveis de Il Moro, però, segons Peyreffite, aquest es va negar a sortir de la casa.

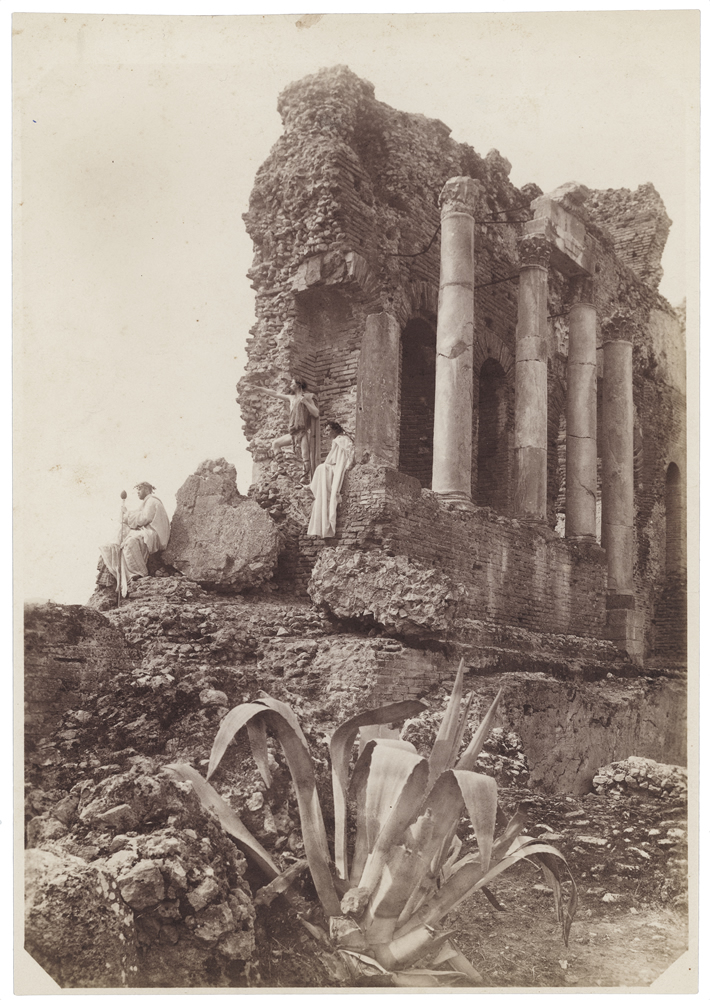
Von Gloeden: El teatre grec de Taormina.

En aquest moment Wilhem rebria un regal inesperat per part del Gran Duc de Mecklenburg-Schwerin, Frederick Francis III (1851–1897), el qual per patir una malaltia respiratòria passava llargues temporades a Itàlia, buscant el seu clima benigne i l'absència de la moral rígida d'Alemanya, ja que la seva homosexualitat va ser sempre un secret al seu país. Segons algunes fonts coneixia von Gloeden des de la seva joventut, per la qual cosa assabentat de la situació per la qual passava el Baró, va començar a enviar-li diners en secret. Wilhelm va acceptar l'ajuda però es va oferir a retornar-la-hi. A canvi el Duc va demanar que, com a pagament, Wilhelm li enviés dibuixos i fotografies de l'illa. Perquè pogués complir l'encàrrec li va enviar des de Berlín el regal més inspirat i providencial: una màquina de fotografiar de gran format.
Von Gloeden va començar fotografiant cada resta arqueològica de l'illa, amb Il Moro al seu costat portant el pesat equip o ajudant en el laboratori o a la cambra fosca. El que al principi va ser un mer encàrrec, a poc a poc ser aniria convertint en la seva professió. Aviat comença a adornar els paisatges amb nois nus, de vegades en parella, que eren en realitat camperols o pescadors de la regió als qui pagava perquè posessin.
Per familiaritzar-se amb les tècniques fotogràfiques del moment, va utilitzar l'experiència del seu cosí Guglielmo Plüschow, i també la d'altres fotògrafs de l'illa, els quals el van ajudar en la seva formació. Entre aquests últims cal nomenar els fotògrafs locals Giovanni Crupi (1859–1925) amb estudi a la Via Teatre Greco i el farmacèutic i també fotògraf Giuselle Bruno (1836–1904), amb estudi en el Cors.
La seva obra és ràpidament coneguda a tot Europa, arribant a tenir com a client els reis Eduard VII, Alfons XIII i al Kàiser Guillem II. Rep premis internacionals i algunes personalitats de prestigi, com Oscar Wilde (qui el visita al desembre de 1897), Richard Strauss, Jacques d'Adelswärd-Fersen, Anatole France, Marconi, el poderós industrial alemany Krupp el visiten en el seu estudi. També les seves obres s'exposen internacionalment: Londres (1893), el Caire (1897), Berlín (1898–99, incloent una exposició individual), Filadèlfia (1902), Budapest i Marsella (1903), Niça (1903 i 1905), Riga (1905), Dresden (1909) i Roma (Fira Mundial de 1911).
L'èxit de les seves fotografies, que comercialitza amb habilitat, li permet ràpidament reprendre el ritme de vida anterior a la caiguda del seu padrastre davant el Kàiser.
Segons Peyreffite, von Gloeden tenia un gran encant personal que li permetia relacionar-se amb les gents senzilles de l'illa, que aviat van començar a cridar-li 'Gugliemo', l'equivalent italià de William. Això, unit a una gran generositat, va fer que la gent preferís ignorar les seves festes nocturnes, encara que en aquestes estiguessin involucrats els seus propis fills. Van acabar per veure-ho, fins i tot, com un generador d'ocupació quan la necessitat d'alguna família era apressant. Va crear un sistema de comptabilitat mitjançant el qual compartia el resultat de les vendes de les fotos amb els nois que havien posat per a la seva càmera. Aquests diners va permetre a molts homes joves començar negocis o comprar barques amb les quals poder guanyar-se la vida, o procurar-se una educació a la ciutat. El nom d'alguns dels seus models són coneguts: Vincenzo Lupicino; Peppino Caifasso, anomenat Carafasso; Pietro Caspano, anomenat Capanu; Nicola Scilio, anomenat Sciglio; Giuseppe De Cristoforo; Maria Intelisano (neboda del rector del poble veí de Castelmola).

### Els darrers anys
Al 1914 va començar la Primera Guerra Mundial, en la qual Itàlia es va unir als aliats contra Prússia, la qual cosa va comportar que Wilhelm i la seva germana Sofia fossin vists com a enemics, per la qual cosa es van veure obligats a tornar a Alemanya, quan Wilhelm tenia ja 58 anys.
Després de finalitzar la guerra, Wilhelm i Sofia van tornar a Taormina en 1917. Els anys que van seguir al conflicte europeu van ser pròspers per al Baró, ja que encara que ja va fotografiar poc, -les seves últimes fotos són de 1930, quan ja tenia 74 anys-, va continuar fent còpies noves de les plaques que formaven el seu voluminós arxiu.
Sofia, la seva germana, va morir tres mesos abans que ell. Al baró li va arribar la mort el 16 de febrer de 1931, als 75 anys, i després de més de cinquanta en aquelles terres. Els germans van ser enterrats en el petit cementiri de Taormina. Segons refereix Peyrefitte en la seva novel·la sobre el baró, després d'un viatge a l'illa en els anys quaranta del segle passat, la tomba de l'artista "té d'etern decorat les muntanyes de Sicília i el mar Jònic. Només la terra cobreix el seu taüt; no té làpida, un bell roser en un racó i una creu de pedra, amb les dates del seu naixement i la seva mort".
Il Moro va ser nomenat hereu i marmessor de Gloeden. Va rebre totes les possessions personals i unes 3,100 plaques de negatius. En 1936 la policia del govern feixista de Mussolini va fer una incursió a la casa d'Il Moro, confiscant les plaques, i detenint-ho a ell acusat de possessió de pornografia. No obstant això aconseguiria ser declarat innocent en el judici que va seguir en un tribunal de Messina (1939-1941). El veredicte d'absolució no va poder retornar totes les plaques confiscades, ja que moltes havien estat destruïdes (per aquell temps els negatius eren de vidre). Les plaques restants -menys de la meitat del nombre original- van ser distribuïdes i amagades entre les famílies locals i alguns personatges erudits italians fins que va acabar la Segona Guerra Mundial. Durant aquest temps, altres plaques també es van perdre. Quan la col·lecció es va reunir finalment, es va comprovar que de les 3100 plaques heretades, havien sobreviscut prop de 1300, que es troben en la Fondazione Alinari a Florència, (institució que en 1999 va comprar 878 negatius de vidre i 956 còpies d'època que havien pertangut a Bucini per agregar a la seva col·lecció preexistent de 106 còpies).

## L'obra
Von Gloeden es va prendre des d'un principi a la fotografia com a art. Per això va buscar sempre realitzar composicions preciosistes, en les quals cuidava els enquadraments, la posada en escena, els models i la il·luminació natural. Des del punt de vista tècnic va ser innovador en l'ús de filtres fotogràfics i en la utilització de tècniques tals com el maquillatge del cos dels models (mitjançant una mescla de llet, oli d'oliva i glicerina) per dissimular imperfeccions de la pell, contribuint així a la bellesa de les seves obres.
Al llarg de la seva vida va realitzar diferents tipus de fotografia. Les de major èxit en l'Europa de llavors van ser aquelles que captaven la imatge, relativament casta, de composicions formades per camperols, pescadors o pastors, abillats amb poca roba, o amb togues o vestidures tradicionals, la qual cosa en general dissimulava les seves implicacions homoeròtiques. També va fotografiar paisatges i encara que en general els seus models sempre van ser masculins, de vegades també va fotografiar dones.
Les seves fotografies més conegudes actualment són les de nus masculins. Aquestes són imatges molt més explícites en les quals apareixen nens i joves d'edats compreses entre els deu i vint anys –rares vegades homes majors-, generalment nus (de vegades amb genitals prominents) i que, pel seu contingut, la seva venda quedava reduïda a clients especials i sempre amb discreció. Malgrat tot, no consta que el Baró arribés a realitzar fotografia de contingut pornogràfic, com si ho va fer amb seguretat Vincenzo Galdi i, tal vegada, el seu primer von Plüschow. Si escau hi ha un referent ideal en tota la seva obra que parla d'innocència.
Segons Mira les seves fotos, vistes avui dia, té un indubtable component homoeròtic: els efebs, les seves mirades, els seus somriures, fins i tot el marc clàssic en què se situen remeten a la imatge típicament homosexual.
Famós en la seva època, la seva obra va ser posteriorment silenciada durant moltes dècades, per ressorgir (ajudada inicialment per la novel·la de Peyreffite) en els últims temps com "el més important artista visual gai anterior a la Primera guerra mundial", segons Thomas Waugh.